# U-Bahnhof Olympia-Einkaufszentrum
Der Münchner U-Bahnhof Olympia-Einkaufszentrum ist nach dem gleichnamigen Einkaufszentrum benannt und besteht als einer von vier Haltepunkten aus zwei Ebenen.

## Ebene 1

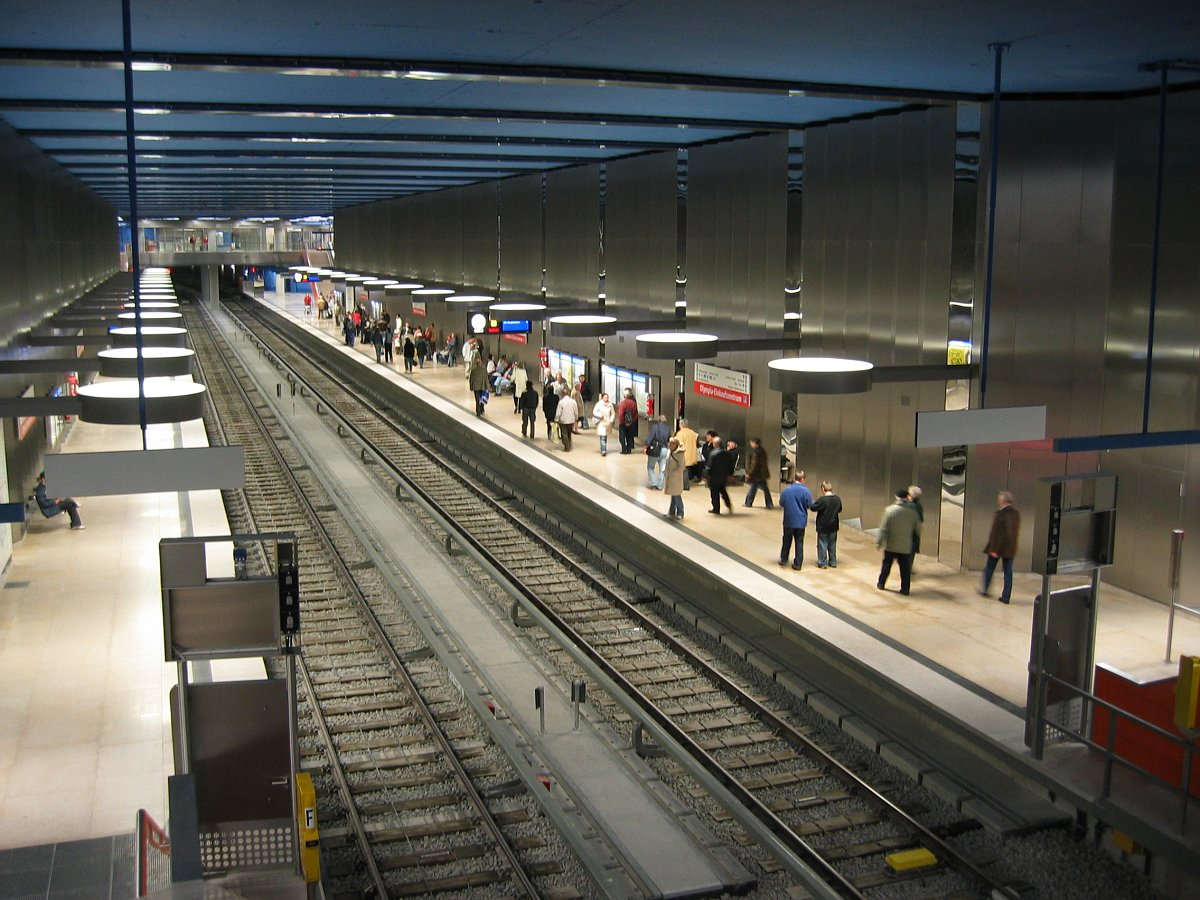
Olympia-Einkaufszentrum (U1)

Die obere Ebene wurde am 31. Oktober 2004 eröffnet und wird von der U1 bedient. Der Bahnhof ist ihr nördlicher Endpunkt und liegt 11,50 Meter unter der Hanauer Straße. Er besitzt zwei Sperrengeschosse. Das nördliche besitzt ein Bike-and-Ride-Parkhaus, was einmalig im Münchner Untergrund ist und bietet direkten Zugang ins Olympia-Einkaufszentrum und zum Einkaufszentrum Mona. Das südliche führt unter anderem zum Bahnsteig der U3. Im Sperrengeschoss hat der Künstler Olaf Metzel die Installation „Erst rechts, dann links, dann immer geradeaus“ geschaffen, die aus drei übereinander verlaufenden Autobahnleitplanken besteht. Im Gegensatz zu den meisten anderen in München, besitzt der Bahnsteig Außenbahnsteige, um eine Umsteigeebene zum Bahnsteig der nahezu rechtwinklig kreuzenden U3 zu sparen. Der säulenlose Bahnsteig ist mit einer Spannweite von über 17 Metern die größte freitragende Stahlbetondecke im Bereich der Münchner U-Bahn. Die Decke ist blau lackiert, die Wände haben gefaltete, teilweise verspiegelten Edelstahlbleche. Der Steinboden ist hell.

## Ebene 2

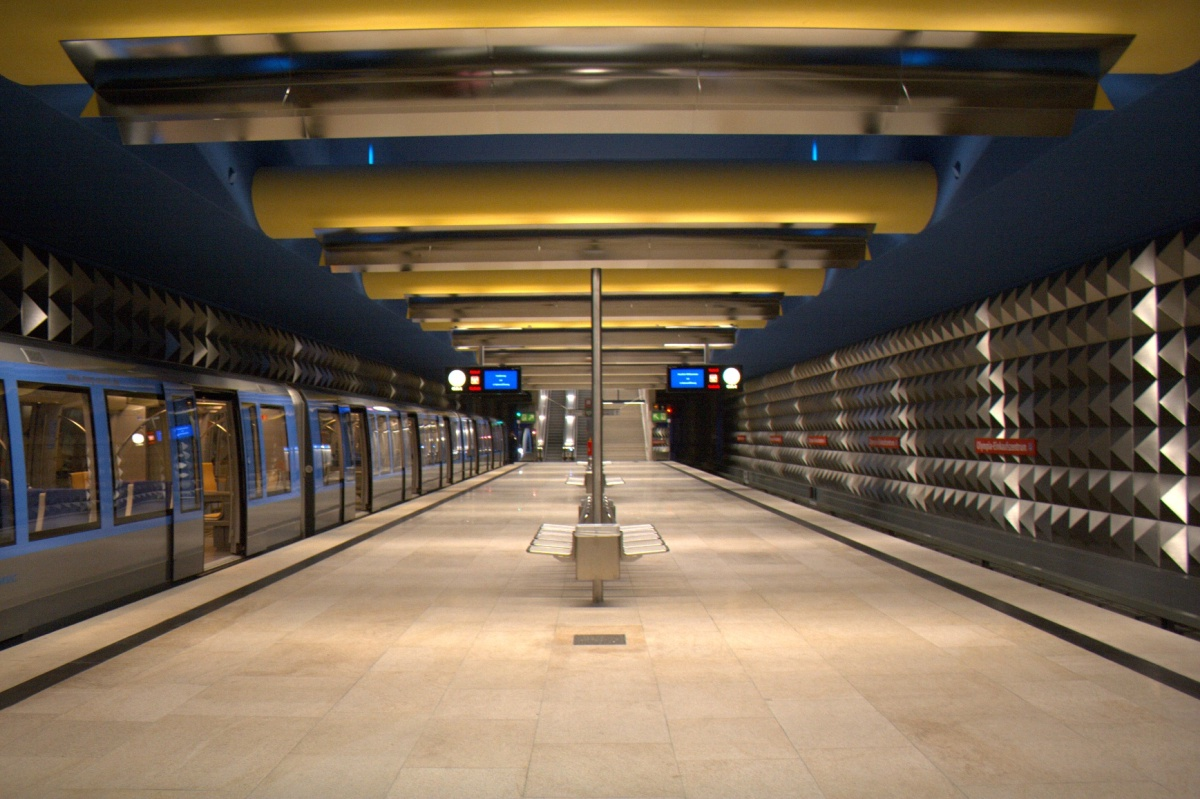
Olympia-Einkaufszentrum (U3)

Auf der unteren Ebene, die am 28. Oktober 2007 eröffnet wurde, verkehrt die U3. Bis zur Eröffnung der Strecke nach Moosach am 11. Dezember 2010 war dies der nördliche Endpunkt der Linie. Der Bahnhof liegt unter der Pelkovenstraße und besitzt ein Sperrengeschoss mit Verbindung zur U1 und eines über das man die Pelkovenstraße erreichen kann. Die Hintergleiswände bestehen aus hunderten pyramidenförmigen Edelstahlelementen, damit sie das Licht reflektieren. Die Beleuchtung ist an der blau gestrichenen Decke mit ellipsoid geformten Verstrebungen auf halber Höhe befestigt.
Der Innenausbau der beiden Bahnhöfe stammt von Betz Architekten München.

## Linienübersicht
| Linie | Verlauf |
| ----- | --- |
| U1    | Olympia-Einkaufszentrum – (625 m) – Georg-Brauchle-Ring – (788 m) – Westfriedhof – (830 m) – Gern – (1007 m) – Rotkreuzplatz – (1102 m) – Maillingerstraße – (878 m) – Stiglmaierplatz – (1071 m) – Hauptbahnhof – (905 m) – Sendlinger Tor – (746 m) – Fraunhoferstraße – (1116 m) – Kolumbusplatz – (898 m) – Candidplatz – (692 m) – Wettersteinplatz – (585 m) – St.-Quirin-Platz – (923 m) – Mangfallplatz |
| U3    | Moosach – (797 m) – Moosacher St.-Martins-Platz – (880 m) – Olympia-Einkaufszentrum – (1416 m) – Oberwiesenfeld – (1061 m) – Olympiazentrum – (944 m) – Petuelring – (832 m) – Scheidplatz – (793 m) – Bonner Platz – (1042 m) – Münchner Freiheit – (579 m) – Giselastraße – (744 m) – Universität – (788 m) – Odeonsplatz – (640 m) – Marienplatz – (884 m) – Sendlinger Tor – (843 m) – Goetheplatz – (677 m) – Poccistraße – (624 m) – Implerstraße – (849 m) – Brudermühlstraße – (1149 m) – Thalkirchen – (1129 m) – Obersendling – (785 m) – Aidenbachstraße – (782 m) – Machtlfinger Straße – (1195 m) – Forstenrieder Allee – (808 m) – Basler Straße – (936 m) – Fürstenried West |
| U7    | Olympia-Einkaufszentrum – (625 m) – Georg-Brauchle-Ring – (788 m) – Westfriedhof – (830 m) – Gern – (1007 m) – Rotkreuzplatz – (1102 m) – Maillingerstraße – (878 m) – Stiglmaierplatz – (1071 m) – Hauptbahnhof – (905 m) – Sendlinger Tor – (746 m) – Fraunhoferstraße – (1116 m) – Kolumbusplatz – (711 m) – Silberhornstraße – (553 m) – Untersbergstraße – (654 m) – Giesing – (1280 m) – Karl-Preis-Platz – (868 m) – Innsbrucker Ring – (982 m) – Michaelibad – (1708 m) – Quiddestraße – (778 m) – Neuperlach Zentrum |